# Епафрас
Епафра́с (лат. Epaphras, греч. Ἐπαφράς) — апостол от семидесяти, сподвижник апостола Павла, был епископом города Колосс и церквей Лаодикии и Иераполя (Малая Азия). Согласно апостольских посланий, вместе с апостолом Павлом содержался в узах в Риме (Флм. 1:23, Кол. 4:12-13).
Апостол Павел в своем Послании к Колоссянам отзывается об Епафрасе, как «о возлюбленном сотруднике и верном служителе Христовом». 
Память в Православной церкви совершается 4 (17) января в составе Собора апостолов от семидесяти. Кипрская Православная Церковь отмечает его память также 30 июня (13 июля) и 8 (21) декабря.